# Hermanniella microsetosa
Hermanniella microsetosa är en kvalsterart som beskrevs av Hammer 1966. Hermanniella microsetosa ingår i släktet Hermanniella och familjen Hermanniellidae. Inga underarter finns listade i Catalogue of Life.